# 10683 Картер
10683 Картер (10683 Carter) — астероїд головного поясу, відкритий 10 червня 1980 року.
Тіссеранів параметр щодо Юпітера — 3,672.